# 畠山直哉
畠山 直哉（はたけやま なおや、1958年 - ）は、日本の写真家。東京芸術大学⼤学院映像研究科メディア映像専攻教授。

## 来歴
岩手県陸前高田市出身。1976年岩手県立大船渡高等学校卒業、1981年筑波大学芸術専門学群総合造形コース卒業。1984年筑波大学大学院芸術研究科デザイン専攻修士課程修了。大学では大辻清司に師事。大学卒業後は東京に移り活動を続ける。
生家の近くに大規模な石灰石鉱山があったことから、高校時代からこれらの採掘現場や工場現場の様子を油絵として描いていた。大学卒業後、岩手をはじめ日本各地を回り石灰石鉱山の現場や石灰工場、発破の瞬間、または都会の建築群や地下水路などを撮影するようになった。これらの作品は都市の原料（石灰岩や石炭の鉱山、石灰工場、フランスの炭鉱のボタ山、パリ地下の石の採掘場跡）から都市風景（高所から見た都市の俯瞰）、都市の解体（住宅展示場と化した大阪スタヂアムとその解体）、都市の裏側（ビルの間を流れる渋谷川や、都市の地下水路の内部）など、一貫して都市の問題にかかわっている。また、イギリス滞在などを経て、工場の蒸気や車の窓ガラス一面についた水滴など、形の定かでない物、循環する物の撮影や、高山などの自然の営みの撮影にも取り組んでいる。出版には1983年の「等高線」、1996年の「ライムワークス」「Citta in negativo」など。
1997年に写真集『ライム・ワークス』、写真展『都市のマケット』により第22回木村伊兵衛賞受賞。2001年には世界最大の国際美術展である「ヴェネツィア・ビエンナーレ」の日本代表の一人に選ばれている。同年、写真集『アンダーグラウンド』により第42回毎日芸術賞を受賞。2011年3月の東日本大震災の津波で陸前高田の生家が流失し、以後たびたび故郷に戻っての撮影も行う。2012年、東京都写真美術館での大規模個展『Natural Stories』で芸術選奨文部科学大臣賞受賞。
2016年、東京芸術大学⼤学院映像研究科メディア映像専攻の教授に着任。

## 経歴
- 1984年 - 筑波大学大学院芸術研究科デザイン専攻修士課程修了
- 1997年 - 第22回木村伊兵衛写真賞（「都市のマケット」、「LIME WORKS」）
- 2000年 - 第16回東川賞国内作家賞
- 2001年 - 第42回毎日芸術賞（「Underground」）
- 2001年 - 第49回ヴェネツィア・ビエンナーレ日本館参加
- 2003年 - 日本写真協会年度賞
- 2012年 - 芸術選奨文部科学大臣賞美術部門（「Natural Stories」）[9]
- 2015年 - 紫綬褒章[10]

## 写真集
- 1996年 - 「LIME WORKS」（シナジー幾何学）
- 1996年 - 「CITTA IN NEGATIVO -DA Lime Works-」
- 1997年 - 「Lazur 透きとおる石」（ペヨトル工房）
- 1997年 - 「Land of paradox」（淡交社）
- 2000年 - 「Underground」（メディアファクトリー）
- 2001年 - 「Under Construction」（建築資料研究社）
- 2002年 - 「Slow Glass」（Light Xchange）
- 2002年 - 「Naoya Hatakeyama」（Hatje Cantz）
- 2002年 - 「LIME WORKS」（復刊：アムズ・アーツ・プレス）
- 2002年 - 「畠山直哉」（淡交社）
- 2004年 - 「Atoms」（Nazraeli/限定）
- 2004年 - 「LIME WORKS」（復刊：青幻舎）
- 2006年 - 「Zeche Westfalen I/ II Ahlen」（Nazraeli/限定）
- 2006年 - 「二つの山」（Birkhauser）
- 2006年 - 「A BIRD」（タカ・イシイ・ギャラリー/限定）
- 2008年 - 「LIME WORKS」（再復刊：青幻舎）
- 2011年 - 「Ciel Tombé」（スーパーラボ）